# Theodore Wirth
Theodore Wirth (1863-1949) fue pieza clave en el diseño del sistema de parques de la ciudad de Minneapolis. Nacido  suizo, fue ampliamente considerado como el decano del movimiento de los parques locales en los Estados Unidos.
Entre los diversos títulos que se le dio incluye administrador de parques, horticultor, y arquitecto del paisaje.

## Biografía
Antes de emigrar a Estados Unidos en 1888, trabajó como jardinero y florista en Zúrich, Londres y París.
Se casó con Leonie Mense, la hija de su patrón en Glen Cove, Long Island, antes de tomar un trabajo como superintendente de los parques en Hartford (Connecticut) en 1896, donde desarrolló la primera rosaleda municipal en el país.

## Actividades
En 1906, la ciudad de Minneapolis le ofreció el cargo de Superintendente de Parques en esa ciudad del Medio Oeste de rápido crecimiento. Su objetivo previsto era el de un parque infantil dentro de un radio de cuarto de milla de cada niño y un centro de ocio completo dentro de una media milla de cada familia.
Durante su mandato de 30 años allí, se amplió el sistema de parques de 1.810 acres (7 km²) a 5.241 acres (21 km²), en una ciudad de 37.387 acres (14%). El terreno considerado de parque incluye a los parques, campos de golf, jardines de flores y bulevares.
A diferencia de los planificadores de parques anteriores, creía que los parques debían ser utilizados por los residentes. Su desarrollo de parques es utilizado actualmente todos los días por los residentes y visitantes en el "Grand Rounds Scenic Byway", en "Minnehaha Falls", a lo largo del 12 millas (19 km) de ruta siguiendo el "Minnehaha Creek", al "Lago Harriet" (Condado de Hennepin, Minnesota), "Lago Calhoun"", "Lyndale Park", y decenas de otros espacios públicos en Minneapolis.
Los lagos, parques y áreas de recreación al aire libre que son características de Minneapolis son citados a menudo por los usuarios como uno de los factores más importantes para su calidad de vida.

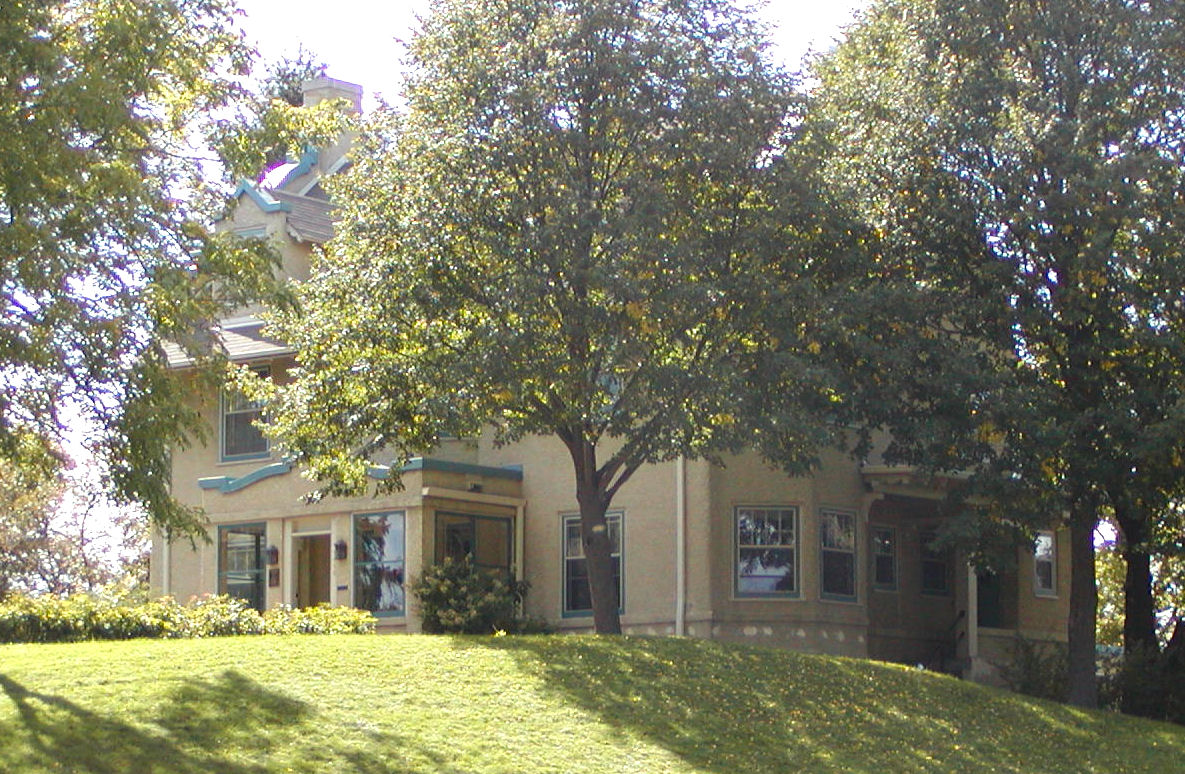
Casa y oficinas de planificación de Wirth.

## Reconocimientos
Varias áreas recreativas de Minneapolis llevan su nombre, como el "Wirth Lake" de 38 acres (150,000 m²), que se encuentra en el Theodore Wirth Park. El cual con sus 743 acres (3,0 km², es con mucho el mayor parque en el sistema de parques de Minneapolis.
La Casa-Edificio de Administración de Theodore Wirth se encuentea incluida en el National Register of Historic Places porque "fue construido como hogar de Theodore Wirth, una figura internacional en el campo del diseño de parques" y "sus oficinas administrativas en el edificio eran el lugar real donde Theodore Wirth diseñado o remodelado los galardonados parques de Minneapolis".
La casa fue construida con las especificaciones de Wirth y situado en una esquina del "Lyndale Farmstead Park". Wirth quería ser inspirado al ver las personas que utilizan los parques.
En el 2004, fue abierto al público el "Theodore Wirth Statue Garden" diseñado por su nieto Theodore J. Wirth. La escultura, obra de Bill Rains, consiste en una estatua de bronce en una proporción del 115% del tamaño de Wirth rodeado de doce niños que representan a la diversa población racial de Minneapolis y sus políticas de igualdad de acceso para todas las personas independientemente de su raza o condición económica.

## Legado
Wirth dejó su legado en Minneapolis por medio de sus tres hijos:
- Conrad L. Wirth que se convirtió en director del National Park Service.
- Walter L. Wirth fue superintendente de parques en New Haven (Connecticut), y superintendente del Regional Parks System de Salem (Oregón).
- Theodore L. Wirth Almirante  en la Armada de los Estados Unidos.